# Route nationale 152 (France)
Pour les articles homonymes, voir N152 et Route nationale 152.
La route nationale 152, ou RN 152, est une ancienne route nationale française reliant d'abord Briare à Angers (de 1824 à 1972), et ensuite Fontainebleau à Saumur (de 1972 à 2006).

## Histoire
La route nationale 152 a d'abord relié Briare à Angers, succédant à la route impériale no 172 de Briare à Angers, parcourant la rive droite de la Loire, créée en 1811. Elle suit la rive droite de la Loire tout au long de son parcours.
À la suite de la réforme de 1972, elle a été déclassée en RD 952 de Briare à Châteauneuf-sur-Loire et de Saumur à Angers et reprise par la RN 60 (aujourd'hui RD 960) entre Châteauneuf-sur-Loire et Saint-Jean-de-Braye. Elle reprend ensuite l'ancien tronçon Fontainebleau - Orléans de la RN 51 ; elle relie alors Fontainebleau à Saumur.
En 2006, elle a été déclassée en RD 152 en Seine-et-Marne, en RD 2152 dans le Loiret et en Loir-et-Cher (à l'est de Blois) et en RD 952 en Loir-et-Cher (à l'ouest de Blois), en Indre-et-Loire et en Maine-et-Loire.

## Tracé

### De Briare à Orléans
Les communes traversées sont :
- Briare ;
- Gien ;
- Dampierre-en-Burly ;
- Ouzouer-sur-Loire ;
- Les Bordes ;
- Saint-Martin-d'Abbat ;
- Châteauneuf-sur-Loire ;
- Saint-Denis-de-l'Hôtel ;
- Mardié ;
- Chécy ;
- Saint-Jean-de-Braye.

### De Fontainebleau à Orléans

#### De Fontainebleau à Pithiviers
Les communes traversées sont :
- Fontainebleau ;
- Ury ;
- La Chapelle-la-Reine ;
- Boissy-aux-Cailles ;
- Malesherbes, commune déléguée du Malesherbois ;
- Coudray, commune déléguée du Malesherbois ;
- Manchecourt, commune déléguée du Malesherbois ;
- Ramoulu ;
- Marsainvilliers ;
- Bondaroy ;
- Pithiviers.

#### De Pithiviers à Orléans
Les communes traversées sont :
- Escrennes ;
- Mareau-aux-Bois ;
- Santeau ;
- Chilleurs-aux-Bois ;
- Loury
- Marigny-les-Usages. Lors de l’extension de la ZAC Charbonnière 3 sur la commune de Marigny-les-Usages, les fouilles effectuées à l’ouest de la route nationale 152, qui reprend en partie l’ancien tracé de la voie antique Orléans-Reims, ont permis de découvrir l'existence d'une agglomération secondaire de la période romaine[1] ;
- Boigny-sur-Bionne ;
- Saint-Jean-de-Braye ;
- Orléans.

### D'Orléans à Tours

#### D'Orléans à Blois
Ce tronçon est inscrit à l'Inventaire général du patrimoine culturel.
Les communes traversées sont : 
- Saint-Jean-de-la-Ruelle ;
- La Chapelle-Saint-Mesmin ;
- Chaingy ;
- Saint-Ay ;
- Meung-sur-Loire ;
- Baule ;
- Beaugency ;
- Tavers ;
- Mer ;
- Suèvres ;
- Le Vivier, commune de Cour-sur-Loire ;
- Menars ;
- La Chaussée-Saint-Victor ;
- Blois.

- Galerie de vidéos
- À La Chapelle-Saint-Mesmin.
- À Chaingy.
- À Meung-sur-Loire.
- À Baule.
- À Mer.
- À Suèvres.
- À Menars.

### De Blois à Tours
Les communes traversées sont :
- Chouzy-sur-Cisse, commune déléguée de Valloire-sur-Cisse ;
- Onzain, commune déléguée de Veuzain-sur-Loire ;
- Veuzain-sur-Loire ;
- Cangey ;
- Limeray ;
- Amboise ;
- Nazelles-Négron ;
- Vouvray ;
- Rochecorbon ;
- Tours.

### De Tours à Angers

#### De Tours à Saumur
Les communes traversées sont :
- Luynes ;
- Saint-Étienne-de-Chigny ;
- Cinq-Mars-la-Pile ;
- Langeais ;
- La Chapelle-sur-Loire ;
- Chouzé-sur-Loire ;
- Villebernier ;
- Saumur.

#### De Saumur à Angers
Les communes traversées sont :
- Saint-Martin-de-la-Place, commune déléguée de Gennes-Val-de-Loire ;
- Saint-Clément-des-Levées ;
- Les Rosiers-sur-Loire, commune déléguée de Gennes-Val-de-Loire ;
- La Ménitré ;
- Saint-Mathurin-sur-Loire, commune déléguée de Loire-Authion ;
- La Bohalle, commune déléguée de Loire-Authion ;
- La Daguenière, commune déléguée de Loire-Authion ;
- Angers.